# 阿訥默伊登

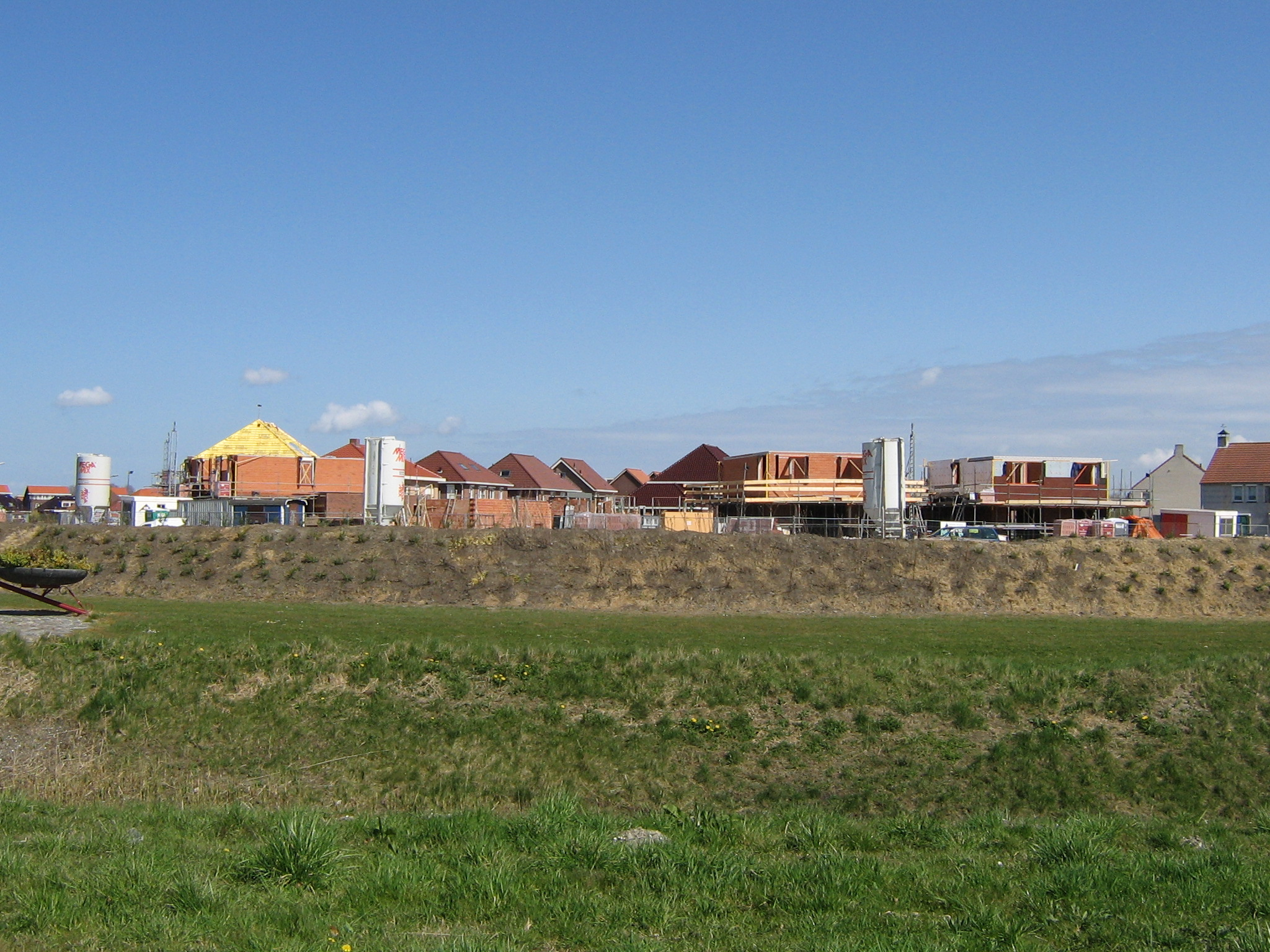

阿訥默伊登（荷蘭語：Arnemuiden）是荷蘭澤蘭省米德爾堡的城鎮，位於該國西南部瓦爾赫倫島，主要經濟活動是漁業，2007年人口5,370，居民主要信奉基督教。
51°30′N 3°40′E / 51.500°N 3.667°E